# Давор Недељковић
Давор Недељковић (Врање, 4. фебруара 1996) српски је фудбалер који тренуно наступа за Радник из Сурдулице.

## Каријера
Недељковић је каријеру почео у екипи Пчиње из Трговишта, тадашњем члану Пчињске окружне лиге. Са тим клубом је 2016. остварио пласман у Зону Југ, а затим је почетком наредне календарске године приступио екипи врањског Динама. За свој нови клуб дебитовао је у Првој лиги Србије, а по завршетку такмичарске 2017/18. остварио је пласман у Суперлигу Србије. У том такмичењу дебитовао је на отварању сезоне 2018/19, против Црвене звезде, а до краја исте забележио је 24 наступа и постигао 2 поготка.
Након више од 100 званичних утакмица за Динамо, Недељковић је крајем маја 2021. године потписао за сурдулички Радник.

## Статистика

### Клупска
Ажурирано 29. новембра 2022.
|                  |          |                  |     |    |   |   |   |   |   |   |     |    |  |  |
| Динамо Врање     | 2016/17. | Прва лига Србије | 6   | 0  | — | — | — | — | — | — | 6   | 0  |  |  |
| Динамо Врање     | 2017/18. | Прва лига Србије | 23  | 2  | 1 | 0 | — | — | — | — | 24  | 2  |  |  |
| Динамо Врање     | 2018/19. | Суперлига Србије | 24  | 2  | 0 | 0 | — | — | 2 | 0 | 26  | 2  |  |  |
| Динамо Врање     | 2019/20. | Прва лига Србије | 23  | 5  | 1 | 0 | — | — | — | — | 24  | 5  |  |  |
| Динамо Врање     | 2020/21. | Прва лига Србије | 28  | 5  | 1 | 0 | — | — | — | — | 29  | 5  |  |  |
| Динамо Врање     | Укупно   | Укупно           | 104 | 14 | 3 | 0 | — | — | 2 | 0 | 109 | 14 |  |  |
|                  |          |                  |     |    |   |   |   |   |   |   |     |    |  |  |
| Радник Сурдулица | 2021/22. | Суперлига Србије | 24  | 0  | 1 | 0 | — | — | — | — | 25  | 0  |  |  |
| Радник Сурдулица | 2022/23. | Суперлига Србије | 8   | 1  | 2 | 0 | — | — | — | — | 10  | 1  |  |  |
| Радник Сурдулица | Укупно   | Укупно           | 32  | 1  | 1 | 0 | — | — | — | — | 35  | 1  |  |  |
|                  |          |                  |     |    |   |   |   |   |   |   |     |    |  |  |
| Каријера         | Каријера | Каријера         | 136 | 15 | 6 | 0 | — | — | 2 | 0 | 144 | 15 |  |  |
|                  |          |                  |     |    |   |   |   |   |   |   |     |    |  |  |

## Трофеји и награде
Пчиња Трговиште
- Пчињска окружна лига (2) : 2012/13,[24] 2015/16.[25]